# Acacia purpurea
Acacia purpurea är en ärtväxtart som beskrevs av Carl August Bolle. Acacia purpurea ingår i släktet akacior, och familjen ärtväxter. IUCN kategoriserar arten globalt som sårbar. Inga underarter finns listade i Catalogue of Life.